# Шилдау
Шилдау (њем. Schildau) град је у њемачкој савезној држави Саксонија. Једно је од 36 општинских средишта округа Сјеверна Саксонија. Према процјени из 2010. у граду је живјело 3.592 становника. Посједује регионалну шифру (AGS) 14730260.

## Географски и демографски подаци
Шилдау се налази у савезној држави Саксонија у округу Сјеверна Саксонија. Град се налази на надморској висини од 127 метара. Површина општине износи 74,6 km². У самом граду је, према процјени из 2010. године, живјело 3.592 становника. Просјечна густина становништва износи 48 становника/km².